# Serious Sam 4
Serious Sam 4 (укр. «Серйозний Сем 4») — комп'ютерна гра в жанрі шутера від першої особи із серії ігор Serious Sam, розроблена хорватською компанією Croteam. Як видавцем проєкту виступила компанія Devolver Digital. Гра була офіційно анонсована 19 квітня 2018 року, вихід відбулося 24 вересня 2020 року. На платформах PlayStation 4 і Xbox One вихід відбудеться не раніше 2021 року

## Сюжет
Serious Sam 4 є сюжетним приквелом до Serious Sam 3: BFE. Події гри відбуваються на Землі в розпал війни з Ментален. Зав'язка сюжету розповідає про групу реквізиції інопланетних артефактів (ГРИА), в яку входять головний герой Сем «Серйозний Сем» Стоун і багато персонажів з Serious Sam 3: BFE   . Група вирушає до Риму на пошуки священника, який знає про місцеперебування Святого Грааля, що є інопланетним артефактом і здатного переламати хід війни .

## Ігровий процес
Вперше гра була продемонстрована пресі на виставці Е3 2018 за «закритими дверима»; ігровий процес був описаний в різних статтях від журналістів. Крім цього, незабаром був опублікований геймплей пре-альфа версії гри   . У порівнянні з Serious Sam 3: BFE, в грі з'явилися можливість управління транспортом, нові види зброї і противників   . Так, гравець буде мати можливість їздити на мотоциклі, комбайні. У грі також присутні поліпшення для зброї, які можна знайти при вивченні рівнів. Ці поліпшення додають альтернативний режим стрільби, або покращують шкоду і скорострільність  . Також в Serious Sam 4 є можливість носити по одній зброї в кожній руці і стріляти по-македонськи .
Однією з ключових особливостей гри є реалізація величезних відкритих карт розміром до 16 384 км²  . Також Croteam заявили про можливість розміщення на рівні до 100 000 ворогів одночасно, за що відповідає одне з нововведень ігрового движка Serious Engine, так звана «система Легіону»  . У грі присутні додаткові необов'язкові місії  . Також, як і в попередніх іграх серії, є підтримка кооперативного режиму проходження до 4 гравців  .

## Розробка і випуск
Перші відомості про Serious Sam 4 з'явилися в червні 2013 року. Croteam оголосили розпродаж своїх попередніх ігор на сайті Humble Bundle і заявили, що всі виручені кошти підуть на розробку Serious Sam 4  . До новини був прикладений концепт-арт з головним героєм серії на тлі зруйнованої Ейфелевої вежі, яка раніше з'являлась ще в фільмі про розробку Serious Sam 3: BFE в 2011 році, і припискою про те, що гра вийде в 2014 році  . Втім, згодом ця дата неодноразово змінювалася.
У 2014 році відбувся вихід нової гри Croteam, філософської головоломки від першої особи The Talos Principle . Розробники зізналися, що концепція гри народилася під час розробки Serious Sam 4. Вони хотіли додати в нову частину франшизи головоломки, щоб розбавити процес стрільби і створити альтернативу стандартному пошуку ключів, однак придумані геймплейні механіки здалися Croteam настільки амбітними і цікавими, що вони вирішили зробити на їх основі абсолютно новий проєкт  .
У 2015 році до проєкту приєдналися нові сценаристи - Йонас Кіратзес і його дружина Верена. Йонас Кіратзес раніше виступив одним зі сценаристів The Talos Principle  . 25 грудня того ж року Croteam привітали фанатів з Різдвом і підтвердила, що Serious Sam 4 стане приквелом до Serious Sam 3: BFE .
У лютому 2016 року в інтерв'ю хорватському журналу Reboot креативний директор Давор Хунскі розповів, що для створення Serious Sam 4 буде застосована технологія фотограмметрії і захоплення рухів . Для втілення цього в життя Croteam власноруч створили на базі свого офісу спеціальну студію і відповідне технічне обладнання  . Крім цього технічний директор студії Ален Ладавац заявив про те, що нова версія движка Serious Engine, на базі якого створюється гра, буде підтримувати технологію Vulkan  .
У квітні 2018 року був представлений перший тизер-трейлер Serious Sam 4: Planet Badass на виставці Reboot Develop, який натякав на анонс гри на Е3  . Проте, на E3 2018 гра не була показана фанатам, а демонструвалася лише для представників преси. Згодом Croteam лише опублікували кілька скріншотів в Steam, заявивши, що ще не готові показати гру  . Наступний показ відбувся 20 травня 2020 року, коли була оголошена дата виходу - серпень 2020 року, а як платформу виходу було обрано - операційну систему Windows і сервіс Google Stadia   . Також представники Devolver Digital повідомили, що на платформах PlayStation 4 і Xbox One вихід відбудеться не раніше 2021 року   . При цьому підзаголовок Planet Badass з назви гри був прибраний  , як з'ясувалося пізніше - через його проблемному перекладі при локалізації на інші мови   .
Через якийсь час після публікації трейлерів деякі фанати звинуватили розробників в цензурування оголених грудей гарпії, яка в Serious Sam 3: BFE мала сюжетне обґрунтування  . В одному з роликів груди була прикрита пір'ям. Ком'юніті-менеджер Croteam Деніель Лючич пояснив ці зміни художнім баченням дизайнерів, а не цензурою, підкресливши, що «милуватися молочними залозами краще в іншому місці, а не в іграх»  . Однак через кілька днів інший співробітник Croteam заявив, що ніякої цензури щодо цього противника немає, і груди залишилися неприкритими  .
11 липня 2020 року на виставці Devolver Direct, що проводиться Devolver Digital, був продемонстрований перший геймплейний трейлер гри  . 6 серпня розробники повідомили про перенесення дати виходу гри на 24 вересня 2020 року  . 20 серпня почалася публікація щотижневих роликів з серії «Зворотній відлік», де висвітлюються різні ключові аспекти як Serious Sam 4, так і всієї серії: від застосовуваних технологій до формули гри. 24 серпня було оголошено про те, що гра вийде в сервісі цифрової дистрибуції GOG.com без будь-якої системи захисту від піратства  . 29 серпня вийшов трейлер, який показує можливість пілотування великого людиноподібного робота-механоїда під назвою «папамобіль» . 21 вересня розробники показали демонстрацію системи Легіону  .
Також 21 вересня вийшов сюжетний трейлер гри, розкриває її основну зав'язку і деяких персонажів    .

## Відгуки
| Агрегатор  | Оцінка |
| ---------- | ------ |
| Metacritic | 68/100 |

| Видання        | Оцінка |
| -------------- | ------ |
| Destructoid    | 7.5/10 |
| GameSpot       | 7/10   |
| Hardcore Gamer | 4/5    |
| IGN            | 5/10   |
| PC Gamer (США) | 71/100 |
| PCGamesN       | 8/10   |
| Shacknews      | 7/10   |

 Serious Sam 4  отримав «змішані або середні відгуки», згідно з вебсайтом Metacritic, який розрахував рейтинг 68/100 на основі 42 відгуки критиків.